# Федоров Максим Сергійович
Макси́м Сергі́йович Фе́доров (14 квітня 1978 — 11 грудня 2022) — український військовий льотчик-вертолітник 12 ОБрАА, полковник (посмертно).

## Життєпис
Дитинство провів у м. Миргород Полтавської області, де відвідував гурток з парашутного спорту. У 1995—1999 рр. навчався у Харківському інституті льотчиків.
У березні 2011 року майор Максим Федоров здобув кваліфікацію «військовий льотчик 1-го класу» під час навчань у Новому Калинові на Львівщині. Неодноразово брав участь у миротворчих місіях ООН в Ліберії.
У 2014—2018 роках брав участь в антитерористичній операції на сході України, де здійснив близько 600 бойових вильотів.
У 2018 році звільнився з військової служби, працював в авіакомпанії «Українські вертольоти». Брав участь у місіях в Судані, Малі, Сомалі, у складі команди, що гасила пожежі в Туреччині.
Після початку російського вторгнення 2022 року призначений на посаду старшого льотчика вертолітної ланки рідної бригади армійської авіації. Нагороджений орденом Богдана Хмельницького II ступеня.
Загинув 11 грудня 2022 року у складі екіпажу Мі-8 12-ї ОБрАА поблизу Бахмута Донецької області під час виконання бойового завдання.
Похований у с. Сприня Самбірського району Львівщини.

## Нагороди
У серпні 2014 указом Президента України за особисту мужність і героїзм, виявлені у захисті державного суверенітету та територіальної цілісності України під час російсько-української війни 2014 року, нагороджений орденом Богдана Хмельницького III ступеня.